# Javi González
Javier González Gómez, detto Javi (Barakaldo, 22 marzo 1974), è un ex calciatore spagnolo, di ruolo centrocampista.